# Push, Nevada
Pour les articles homonymes, voir Push.
Push, Nevada est une série télévisée américaine en sept épisodes de 44 minutes créée par Ben Affleck, Sean Bailey (en), Matt Damon et Chris Moore (en) et diffusée entre le 17 septembre et le 24 octobre 2002 sur le réseau ABC.
En France, le premier épisode a été diffusé le 26 novembre 2005 sur Série Club lors des Screenings 2005.

## Synopsis
Jim Prufock, un agent du fisc incorruptible, est envoyé à Push, une petite ville désertique du Nevada afin d'y examiner les comptes du casino « Versailles ». Très vite, il découvre que les habitants ont un comportement étrange et malgré l'avertissement de la jolie Mary qui lui conseille de quitter la ville au plus tôt, il commence à enquêter…

## Distribution
- Derek Cecil : Jim Prufrock
- Scarlett Chorvat : Mary
- Jon Polito : Silas Bodnick
- Conchata Ferrell : Martha
- Liz Vassey : Dawn Mitchell
- Melora Walters : Grace

## Épisodes
1. Titre français inconnu (The Amount)
2. Titre français inconnu (The Black Box)
3. Titre français inconnu (Color of Money)
4. Titre français inconnu (Storybook Hero)
5. Titre français inconnu (The Letter of the Law)
6. Titre français inconnu (S.O.S.)
7. Titre français inconnu (Jim's Domain)
8. Titre français inconnu (Denial)

## Commentaires
La série permettait aux téléspectateurs de résoudre le mystère et courir la chance de gagner 1 045 000 $, un indice étant caché dans chaque épisode. La série était originellement planifiée pour 13 épisodes, mais ABC a annulé la série pour cause d'audiences décevantes. Puisque la loi sur les concours exige qu'une conclusion survienne, les six autres indices restants ont été fournies à la suite de la diffusion du 7e épisode, et le dernier indice durant le Monday Night Football du 28 octobre 2002. Un mot était formé, traduit en numéro de téléphone sans frais, était la réponse. Un homme de 24 ans du New Jersey a rejoint le numéro, 2 minutes après l'affichage de l'indice.